# Alcalus rajae
Alcalus rajae é uma espécie de anfíbio anuro da família Ceratobatrachidae. Está presente na Indonésia. Não foi ainda avaliada pela UICN.